# Psilocybe
Genre
Psilocybe est un genre de champignons basidiomycètes de la famille des Strophariaceae, connus pour leur effet psychotrope dû à la présence de la psilocybine et de psilocine.
C'est un genre qui regroupe de nombreuses espèces et de nouvelles espèces sont encore régulièrement décrites,.
Les espèces de psilocybes les plus connues sont : le Psilocybe mexicana, le Psilocybe semilanceata, le Psilocybe cyanescens et le Psilocybe cubensis.

## Étymologie
Le mot psilocybe signifie tête chauve. Il est tiré des mots grecs ψιλός (nu, chauve, dégarni, dépouillé) et κύβη (tête ; ce mot, hypothétique, est considéré par les linguistes comme l'origine possible du verbe κυβιστάω, signifiant plonger la tête la première).

## Description
Souvent de petite taille, à chapeau conique ou ogival de couleur brun jaunâtre, ils sont toujours grégaires.

## Répartition géographique
Ces champignons sont trouvés dans une grande partie du monde, des plaines aux régions de montagne, dans les toundras d'Alaska, et dans toute la zone circum-polaire (dont en Amérique centrale, Amérique du Nord, Europe, Asie du Sud et Asie du Sud-Est et Australie,). Certaines espèces se sont adaptées à des climats relativement arides.
Certaines espèces sont associées aux paillis, plaquettes forestières et aux excréments (notamment les bouses de vache), qu'elles contribuent à décomposer et recycler.

## État des populations, pressions, menaces
Certaines de ces espèces pourraient être menacées ou avoir déjà disparu à la suite de la destruction ou de l'homogénéisation des habitats (forestiers notamment, avec raréfaction des arbres sénescents et des gros bois morts en forêt).

## Propriétés psychotropes
Les Psilocybes sont connus pour leurs effets sur le système nerveux central depuis la publication des expériences de Roger Heim sur sa propre personne vers 1956. Ces propriétés ont fait couler beaucoup d'encre, avec quelques erreurs scientifiques parfois. Ce n'est qu'à partir des années 1970-1980 que leurs propriétés biochimiques et moléculaires ont commencé à être explorées.
Les principes actifs responsables des effets psychotropes sont la psilocybine et la psilocine, mais ces champignons synthétisent aussi des traces plus ou moins importantes de baeocystine et norbaeocystine[précision nécessaire].
De très nombreuses espèces ont des effets hallucinogènes. Elles sont parfois récoltées ou cultivées pour ces effets. Les plus connues sont : Psilocybe mexicana, Psilocybe semilanceata, Psilocybe cyanescens et Psilocybe cubensis.
Les basidiospores produites par ces espèces de champignons contiennent des molécules allergènes, causes de fréquentes allergies respiratoires, méconnues jusqu'au milieu des années 1990. Depuis, une bibliothèque de données génétiques a été constituée, à partir d'ADN mycélien de Psilocybe. Des tests immunologiques ont été faits avec le sérum de patients allergiques. Une molécule homologue de la cyclophiline a été identifiée, avec une identité de 78 % et 4 % de similarité avec la séquence d'acides aminés de la cyclophiline de Schizosaccharomyces pombe. Cet allergène recombinant est un modèle utile pour l'analyse des allergènes épitopes de basidiospores et pour l'étude de réactivité croisée aux allergènes fongiques. Il pourrait fournir un réactif amélioré pour le diagnostic des allergies et contribuer au traitement des allergies dues aux basidiospores.

### Dosage
La quantité à absorber pour obtenir des effets hallucinogènes varie selon les espèces et variétés. Cette variabilité est induite par la variation de concentration en psilocybine d'une espèce à l'autre et d'une saison à l'autre. Les effets varient aussi suivant le métabolisme propre à chaque individu ainsi qu'à ses prédispositions psychiques.

### Effets psychoactifs
Les effets psychoactifs liés à l'ingestion de psilocybes contenant de la psilocybine et de la psylocine sont les suivants :
- hallucinations visuelles (fractales, kaléidoscopes);
- réflexion mentale accrue, très introspective;
- euphorie.

### Effets secondaires et risques
Pour un article plus général, voir champignon hallucinogène#Effets et conséquences.
Les effets secondaires physiques comprennent :
- nausées, vomissements;
- bradycardie;
- hypotension artérielle;
- hyperthermie : sudation excessive;
- mydriase;
- tremblements;
- éruption cutanée.

Très rarement, une arythmie, puis la défaillance cardiaque avec infarctus comptent parmi les risques liés à l'ingestion de ce champignon. Ce risque semble d'autant plus élevé lorsque le taux d'indole est élevé dans le champignon.

## Usage médicinal
Des recherches en neuropsychiatrie se penchent sur l'activité sérotoninergique de la psilocybine qu'on trouve dans la majorité des champignons hallucinogènes.
En effet, la psilocybine, utilisée de manière contrôlée à faible dose, s'est révélée être un excellent traitement pour les patients souffrant de troubles obsessionnels compulsifs. Une expérience tend à démontrer une amélioration spectaculaire chez tous les sujets et a pu être quantifiée : grâce à la psilocybine, leurs symptômes obsessionnels ont diminué de 25 % sur l'échelle d'obsessions et de compulsions de la Yale-Brown Obsessive-Compulsive Scale. Il va de soi que l'usage était cadré et supervisé par des médecins et qu'une auto-médication comporte des dangers.
En 2018 la Food and Drug Administration a accordé la désignation de breakthrough therapy pour la thérapie assistée par la psilocybine pour la dépression résistant au traitement.
D'autres études ont démontré que la psilocybine contenue dans certains champignons est un traitement efficace pour l'algie vasculaire de la face, une céphalée extrême qui résiste à presque tous les traitements actuels.
Une étude clinique de phase 2, menée de décembre 2019 à juin 2022 aux États-Unis, a inclus 104 participants souffrant de Trouble Dépressif Majeur modéré à sévère. Les résultats ont montré chez ceux ayant reçu de la psilocybine une réduction significative des symptômes dépressifs par rapport à ceux qui ont reçu un placebo.

## Législation
Le ramassage, le transport et la vente de Psilocybe semilanceata sont interdits en France, de même pour toute autre espèce contenant de la psilocybine, y compris les sclérotes du mycélium des psilocybes, aussi connus sous le nom de « truffes magiques ».

## Les psilocybes dans la culture
- Dans son livre Le Voyage d'hiver, Amélie Nothomb décrit assez longuement un trip réalisé par les trois personnages principaux grâce à la consommation de « psilocybes guatémaltèques » (pp. 90-118).
- Le groupe Billy ze Kick fait référence au psilocybe dans sa chanson Mangez-moi ! Mangez-moi !.

## Liste des espèces de psilocybe décrites

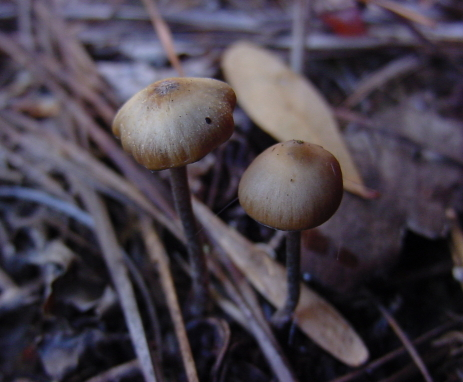
Psilocybe atlantis

A B C D E F G H I J K L M N O P Q R S T U V U W X Y Z

### A
- Psilocybe acutipilea (Speg.) Guzmán, psychoactif
- Psilocybe aequatoriae Singer, psychoactif
- Psilocybe angustipleurocystidiata Guzmán, psychoactif
- Psilocybe antioquiensis Guzmán, Saldarr., Pineda, G. Garcia & L.-F. Velazquez, psychoactif
- Psilocybe atlantis Guzmán, Hanlin & C. White, psychoactif
- Psilocybe aquamarina (Pegler)
- Psilocybe argentipes K. Yokoy., psychoactif
- Psilocybe armandii Guzmán & S.H. Pollock, psychoactif
- Psilocybe aucklandii Guzmán, C.C. King & Bandala, psychoactif
- Psilocybe australiana Guzmán & Watling, psychoactif
- Psilocybe aztecorum R. Heim
  - Psilocybe aztecorum var. bonetii (Guzman) Guzmán (aka Psilocybe bonetii Guzmán)
- Psilocybe azurescens Stamets & Gartz

### B
- Psilocybe baeocystis Singer & A.H. Smith
- Psilocybe banderillensis Guzmán
- Psilocybe barrerae Cifuentes & Guzmán
- Psilocybe bispora Guzman, Franco-Molano and Ramírez-Guillén
- Psilocybe brasiliensis Guzmán
- Psilocybe brunneocystidiata Guzmán & Horak

### C

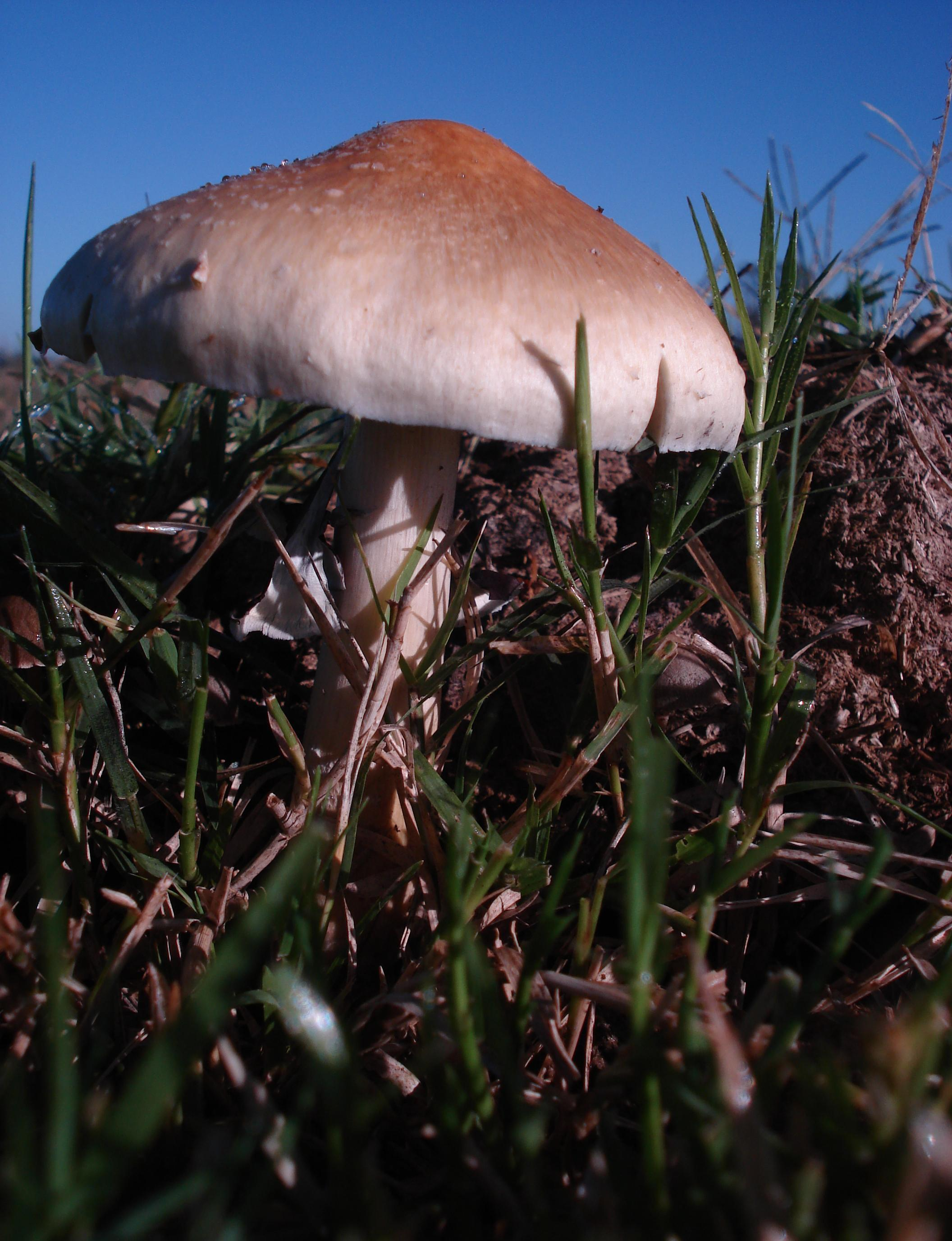
Psilocybe cubensis

- Psilocybe caeruleoannulata Singer ex Guzmán
- Psilocybe caerulescens
  - Psilocybe caerulescens Murrill var. caerulescens
  - Psilocybe caerulescens var. ombrophila (R. Heim) Guzmán
- Psilocybe caerulipes (Peck) Sacc.
- Psilocybe carbonaria Singer
- Psilocybe caribaea Guzmán, T.J. Baroni & Tapia
- Psilocybe chiapanensis Guzmán
- Psilocybe collybioides Singer & A.H. Smith
- Psilocybe columbiana Guzmán
- Psilocybe coprinifacies (Rolland) Pouzar s. auct., non s.Herink, non s. Krieglsteiner
- Psilocybe coprophila (Bull.) P. Kumm.
- Psilocybe cordispora R. Heim
- Psilocybe cubensis (Earle) Singer
- Psilocybe cyanescens Wakef. (non sensu Krieglsteiner)
- Psilocybe cyanofibrillosa Guzmán & Stamets

### D
- Psilocybe dumontii Singer ex Guzmán

### E
- Psilocybe egonii Guzmán & T.J. Baroni
- Psilocybe eucalypta Guzmán & Watling

### F
- Psilocybe fagicola R. Heim & Cailleux
- Psilocybe farinacea Rick ex Guzmán (aka Psilocybe albofimbriata (Rick) Singer)
- Psilocybe fimetaria (P.D. Orton) Watling (aka Psilocybe caesieannulata Singer; Stropharia fimetaria P.D. Orton)
- Psilocybe fuliginosa (Murrill) A.H. Smith
- Psilocybe furtadoana Guzmán

### G
- Psilocybe galindoi Guzmán (aka Psilocybe galindii Guzmán)
- Psilocybe gallaeciae Guzmán
- Psilocybe goniospora (Berk. & Broome) Singer (aka Psilocybe lonchophora (Berk. Broome) Horak ex Guzmán)
- Psilocybe graveolens Peck
- Psilocybe guatapensis Guzmán, Saldarriaga, Pineda, Garcia & Velazquez
- Psilocybe guilartensis Guzmán, Tapia & Nieves-Rivera

### H
- Psilocybe heimii Guzmán
- Psilocybe heliconiae Guzmán, Saldarriaga, Pineda, Garcia & Velazquez
- Psilocybe herrerae Guzmán
- Psilocybe hispanica Guzmán
- Psilocybe hoogshagenii R. Heim var. hoogshagenii (aka Psilocybe caerulipes var. gastonii Singer; Psilocybe zapotecorum R. Heim s. Singer)
- Psilocybe hoogshagenii R. Heim var. convexa Guzmán (aka Psilocybe semperviva R. Heim & Cailleux)

### I
- Psilocybe inconspicua Guzmán & Horak
- Psilocybe indica Sathe & J.T. Daniel
- Psilocybe ingeli[22]
- Psilocybe isabelae Guzmán

### J
- Psilocybe jacobsii Guzmán
- Psilocybe jaliscana Guzmán

### K
- Psilocybe keralensis K.A. Thomas, Manim. & Guzmán
- Psilocybe kumaenorum R. Heim

### L
- Psilocybe laurae Guzmán
- Psilocybe lazoi Singer (présenté par Guzmán (1983) comme synonyme de Psilocybe zapotecorum, mais Singer, 1986, en fait une espèce à part entière Guzmán, 1983]
- Psilocybe liniformans Guzmán & Bas var. liniformans
- Psilocybe liniformans var. americana Guzmán & Stamets

### M
- Psilocybe magica Svrček[23]
- Psilocybe mairei Singer (aka Hypholoma cyanescens Maire; Geophila cyanescens (Maire) Kuhner & Romagn.; non Psilocybe cyanescens s. Krieglsteiner]
- Psilocybe makarorae Johnst. & Buchanan
- Psilocybe maluti[22]
- Psilocybe mammillata (Murrill) A.H. Smith
- Psilocybe meridensis Guzmán
- Psilocybe meridionalis Guzmán, Ram.-Guill. & Guzm.-Dáv.
- Psilocybe mescaleroensis Guzmán, Walstad, E. Gándara & Ram.-Guill.
- Psilocybe mexicana R. Heim
- Psilocybe moseri Guzmán
- Psilocybe muliercula Singer & A.H. Smith (aka Psilocybe wassonii R. Heim)

### N
- Psilocybe natalensis Gartz, Reid, Smith & Eicker
- Psilocybe natarajanii Guzmán (aka Psilocybe aztecorum var. bonetii (Guzman) Guzmáns. Natarajan & Raman]

### O
- Psilocybe ochreata (Berk. & Broome) Horak ex Guzmán
- Psilocybe ovoideocystidiata Guzmán et Gaines

### P
- Psilocybe papuana Guzmán & Horak
- Psilocybe paulensis (Guzmán & Bononi) Guzmán (aka Psilocybe banderiliensis var. paulensis Guzmán & Bononi)
- Psilocybe pelliculosa (A.H. Smith) Singer & A.H. Smith
- Psilocybe pericystis Singer
- Psilocybe pintonii Guzmán
- Psilocybe pleurocystidiosa Guzmán
- Psilocybe plutonia (Berk. & M.A. Curtis) Sacc.
- Psilocybe portoricensis Guzmán, Tapia & Nieves-Rivera
- Psilocybe pseudoaztecorum Natarajan & Raman (aka Psilocybe aztecorum var. aztecorum sensu Natarajan & Raman; Psilocybe subaztecorum' Guzmán, 1995)
- Psilocybe puberula Bas & Noordel.

### Q
- Psilocybe quebecensis Ola'h & R. Heim

### R
- Psilocybe ramulosa (Guzmán & Bononi) Guzmán (aka Psilocybe zapotecorum var. ramulosum Guzmán & Bononi)
- Psilocybe rickii Guzmán & Cortez
- Psilocybe rostrata (Petch) Pegler
- Psilocybe rzedowskii Guzmán

### S
- Psilocybe samuiensis Guzmán, Bandala & Allen
- Psilocybe sanctorum Guzmán
- Psilocybe schultesii Guzmán & S.H. Pollock
- Psilocybe semiinconspicua Guzmán & J. M. Trappe
- Psilocybe semilanceata (Fr. : Secr.) Kumm. (aka Psilocybe semilanceata var. caerulescens (Cooke) Sacc.: Psilocybe cookei Singer; non Psilocybe callosa (Fr. : Fr.) Quel., which is Psilocybe strictipes Singer & A.H. Smith]
- Psilocybe septentrionalis (Guzman) Guzmán (aka Psilocybe subaeriginascens Hohn. var. septentrionalis Guzmán)
- Psilocybe serbica Moser & Horak (non ss. Krieglsteiner)
- Psilocybe sierrae Singer (aka Psilocybe subfimetaria Guzmán & A.H. Sm.)
- Psilocybe silvatica (Peck) Singer & A.H. Smith
- Psilocybe singerii Guzmán
- Psilocybe strictipes Singer & A.H. Smith (aka Psilocybe callosa (Fr. : Fr.) Quel. s.Guzmán, 1983; Psilocybe semilanceata var. obtusa Bon; Psilocybe semilanceata var. microspora Singer
- Psilocybe stuntzii Guzmán & Ott
- Psilocybe subacutipilea Guzmán, Saldarriaga, Pineda, Garcia & Velazquez
- Psilocybe subaeruginascens Hohn. var. subaeruginascens (aka Psilocybe aerugineo-maculans (Hohn.) Singer & A.H. Smith
- Psilocybe subaeruginosa Cleland
- Psilocybe subbrunneocystidiata P.S. Silva & Guzmán
- Psilocybe subcaerulipes Hongo
- Psilocybe subcubensis Guzmán
- Psilocybe subpsilocybioides Guzmán, Lodge & S.A. Cantrell
- Psilocybe subtropicalis Guzmán
- Psilocybe subyungensis Guzmán
- Psilocybe subzapotecorum Guzmán

### T
- Psilocybe tampanensis Guzmán & S.H. Pollock
- Psilocybe tasmaniana Guzmán & Watling

### U
- Psilocybe uruguayensis Singer ex Guzmán
- Psilocybe uxpanapensis Guzmán

### V
- Psilocybe venenata (S. Imai) Imaz. & Hongo (aka Psilocybe fasciata Hongo; Stropharia caerulescens S. Imai)
- Psilocybe veraecrucis Guzmán & Perez-Ortiz
- Psilocybe villarrealiae Guzmán

### W
- Psilocybe washingtonensis A.H.Sm.
- Psilocybe wassoniorum Guzmán & S.H. Pollock
- Psilocybe wayanadensis K.A. Thomas, Manim. & Guzmán
- Psilocybe weilii Guzmán, Tapia & Stamets
- Psilocybe weldenii Guzmán
- Psilocybe weraroa Borov., Oborník & Noordel.
- Psilocybe wrightii Guzmán

### X
- Psilocybe xalapensis Guzmán & A. Lopez

### Y
- Psilocybe yungensis Singer & A.H. Smith (akaPsilocybe yungensis var. diconica Singer & A.H. Smith; Psilocybe yungensis var. acutopapillata Singer & A.H. Smith; Psilocybe isaurii Singer; Psilocybe acutissima R. Heim)

### Z
- Psilocybe zapotecoantillarum Guzmán, T.J. Baroni & Lodge
- Psilocybe zapotecocaribaea Guzmán, Ram.-Guill. & T.J. Baroni
- Psilocybe zapotecorum R. Heim emend. Guzmán (aka Psilocybe aggericola Singer & A.H. Smith)

## Espèces européennes

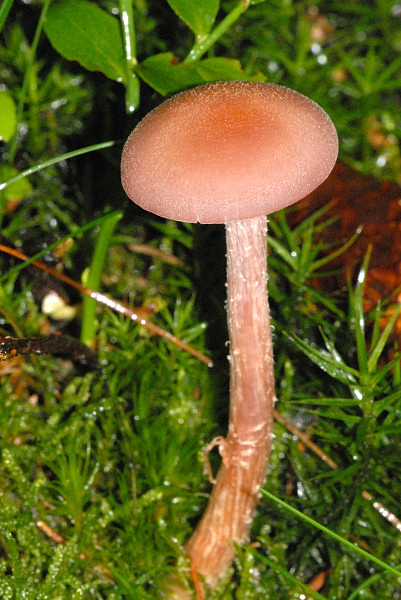
Psilocybe crobula

- Psilocybe bulbacea
- Psilocybe chionophila
- Psilocybe coprophila
- Psilocybe crobula
- Psilocybe cyanescens
- Psilocybe fimetaria
- Psilocybe graminicola
- Psilocybe inquilina
- Psilocybe luteonitens
- Psilocybe merdaria
- Psilocybe merdicola
- Psilocybe modesta
- Psilocybe montana
- Psilocybe muscorum
- Psilocybe physaloides
- Psilocybe pratensis
- Psilocybe semilanceata
- Psilocybe serbica
- Psilocybe squamosa
- Psilocybe subcoprophila
- Psilocybe tenax
- Psilocybe thrausta
- Psilocybe turficola
- Psilocybe xeroderma